# Viola septentrionalis
Viola septentrionalis là một loài thực vật có hoa trong họ Hoa tím. Loài này được Greene miêu tả khoa học đầu tiên năm 1898.